# Leonid Stark
Leonid Nikołajewicz Stark (ros. Леонид Николаевич Старк, ur. 1889, zm. 1937 w Tbilisi) – bolszewik, radziecki dyplomata.

## Życiorys
Od 1905 członek SDPRR, kilkakrotnie aresztowany, był skazany na zesłanie, wyemigrował i 1917 wrócił do Rosji. W listopadzie-grudniu 1917 był zastępcą ludowego komisarza poczt i telegrafów RFSRR, w marcu-kwietniu 1918 komisarzem Rosyjskiej Agencji Telegraficznej, a 1919 redaktorem gazety „Sowietskaja Strana”. Od kwietnia do sierpnia 1919 szef Krymskiego Biura Wojskowo-Morskiego Rady Wojskowo-Rewolucyjnej RFSRR, potem komisarz wojskowy kursów kadry dowódczej przy Radzie Wojskowo-Rewolucyjnej 5 Armii, od listopada 1919 do 1920 wojskowy komisarz Instytucji Wojskowo-Szkoleniowych Syberii, w lutym-marcu 1920 szef Syberyjskiego Obwodowego Zarządu Archiwów. W 1920 radca Pełnomocnego Przedstawicielstwa (Ambasady) RFSRR w Gruzji, 1921-1923 radca Ambasady RFSRR w Estonii, jednocześnie od 12 września 1921 do 1922 p.o. ambasadora RFSRR w Estonii, od 15 listopada 1922 do 12 maja 1924 ambasador ZSRR w Estonii. Od 22 kwietnia 1924 do 16 kwietnia 1936 ambasador ZSRR w Afganistanie, 1936-1937 pełnomocnik Ludowego Komisariatu Spraw Zagranicznych ZSRR przy Radzie Komisarzy Ludowych ZFSRR.
W 1937 aresztowany i rozstrzelany w Tbilisi podczas wielkiego terroru.